# Ning
Ning (произносится Нинг) — платформа, позволяющая пользователям создавать собственные социальные сети. Сервис запущен в октябре 2005 года.. Основатели сервиса — Джина Бьянкини (англ. Gina Bianchini) и Марк Андрессен (англ. Marc Andreessen), для которого это уже третий большой проект (после Netscape и Opsware). Как объясняет Джина Бьянкини в своём блоге, слово ning (寧 нин) по-китайски означает «мир».
По оценке Quantcast, каждый месяц Ning посещает 7,4 миллиона уникальных посетителей из США.